# Herminia innotatalis
Herminia innotatalis är en fjärilsart som beskrevs av Klemensiewics 1913. Herminia innotatalis ingår i släktet Herminia och familjen nattflyn. Inga underarter finns listade i Catalogue of Life.